# Зайцев, Владимир Михайлович
Влади́мир Миха́йлович За́йцев (род. 2 июля 1954, Новозыбков, Брянская область) — географ, доцент Белорусского государственного университета, кандидат географических наук.

## Биография
Владимир Михайлович Зайцев родился 2 июля 1954 года в городе Новозыбков Брянской области.
В 1976 году окончил географический факультет Белорусского университета, в 1979 — аспирантуру Белорусского университета.
С 1979 года преподаёт в Белорусском университете: ассистент, доцент кафедры; заместитель по учебной работе декана географического факультета (1993—1996), директор учебно-образовательного учреждения БГУ «Высшая школа экскурсоводов и менеджеров туризма» (2001—2006), декан факультета повышения квалификации и переподготовки ГУО «Институт непрерывного образования БГУ» (2006—2007).
Являлся членом Государственной комиссии по изданию учебных пособий при Совете Министров Республики Беларусь (1991—1995), членом комиссии по трудовым спорам профсоюзного комитета БГУ (2014—2015). Является председателем профсоюзного бюро и членом Совета географического факультета БГУ.

## Научная деятельность
Область научных интересов — социально-экономическая география, политическая география и геополитика, рекреационная география, медицинская география.
Автор более 80 научных и научно-методических работ.

### Избранные труды
- Зиямухамедов Б. Г., Зайцев В. М., Блицкова Т. А. и др. К использованию метода геопотенциалов для оценки территориальных отношений рекреационных систем // Социально-географические проблемы повышения эффективности туристско-экскурсионного обслуживания. — Минск: БГУ. 1978.
- Зайцев В. М. Организация рекреационной деятельности в пригородной зоне городов различного типа // Проблемы территориальной организации туризма и отдыха. — Ставрополь, 1978.
- Пирожник И. И., Зайцев В. М., Карпович А. Т. Рекреационное использование лесов в пригородных зонах городов БССР // Проблемы рекреационного использования лесов Белоруссии. — Минск, 1980.
- Пирожник И. И., Зайцев В. М., Тухто З. С. Социально-географические проблемы формирования региональных систем туристско-экскурсионного обслуживания (на примере БССР) // Географические исследования для целей социалистического природопользования: Тез. докл. секции II VII съезда Географического о-ва СССР. — Л.: Геогр. о-во, 1980.
- Зайцев В. М. Некоторые особенности функционирования пригородных территориальных рекреационных систем (на примере городов БССР) // Актуальные проблемы общественных и естественных наук. — Минск: Вышэйшая школа, 1981.
- Зайцев В. М. Проблемы пригородного неорганизованного отдыха // Вестник БГУ им. В. И. Ленина. Сер. 2. — 1982. — № 1.
- Пирожник И. И., Зайцев В. М., Романов В. П. Географические аспекты формирования рекреационных систем озерно-речного типа // Вестник БГУ им. В. И. Ленина. Сер. 2. — 1983. — № 1.
- Зайцев В. М. Типология и некоторые особенности развития пригородного отдыха в Белорусской ССР // Рекреационная география (аспекты развития и размещения). — М.: МФГО, 1983.
- Зайцев В. М. Географические аспекты рекреационного использования водоемов жителями городов БССР // Актуальные проблемы охраны, рационального использования и воспроизводства природных ресурсов. — Минск: БГУ им. В. И. Ленина, 1984.
- Зайцев В. М. Опыт применения факторного анализа в исследовании территориальных рекреационных систем // Вестник БГУ им. В. И. Ленина. Сер. 2. — 1984. — № 1.
- Пирожник И. И., Зайцев В. М. Рекреационные ресурсы БССР и проблемы их рационального использования // Природные и социально-экономические условия Белорусской ССР: Науч. сообщ. по программе XXV Междунар. географ. конгресса. — Минск: Вышэйшая школа, 1984.
- Потаев Г. А., Потаева Г. Р., Зайцев В. М. и др. Рекомендации по формированию рекреационных ландшафтов в условиях Белорусской ССР. — Минск: БелНИИПградостроительства, 1984.
- Пирожник И. И., Зайцев В. М., Потаева Г. Р. Социально-географические проблемы формирования региональных рекреационных комплексов // Конструктивные задачи географических исследований в Белорусской ССР. — Минск: БГУ, 1984.
- Зайцев В. М. Множественная регрессия как метод изучения территориальных проявлений рекреационных процессов в пригородных ТРС// Актуальные проблемы охраны, рационального использования и воспроизводства природных ресурсов. — Минск: БГУ, 1985.
- Зайцев В. М., Качкова О. Ю., Николаева Е. Н., Рачковский В. Н. Особенности территориальной организации пригородного отдыха в Минской ТРС // Актуальные проблемы охраны, рационального использования и воспроизводства природных ресурсов. — Минск: БГУ, 1985.
- Зайцев В. М. Проблемы развития отдыха в пригородных зонах // Совершенствование профессионально-квалификационной структуры кадров туристско-экскурсионных организаций в условиях развитого социализма. — Минск: Университетское, 1985.
- Пирожник И. И., Зайцев В. М., Шидловский К. С. Особенности формирования рекреационных систем озерно-речного типа // География и региональное развитие Белоруссии. — Минск: Вышэйшая школа, 1985.
- Зайцев В. М. Факторный анализ как метод исследования территориальных систем // Географические системы: проблемы моделирования и управления. — Казань: КГУ, 1987.
- Зайцев В. М. Территориальные особенности организации пригородного отдыха // Географические проблемы охраны природы при организации отдыха и туризма. — М.: МФГО, 1987.
- Пирожник И. И., Зайцев В. М. Социально-географические проблемы организации загородного отдыха населения крупных городов // Рациональное природопользование в условиях Белоруссии . — Л.: Географ. о-во СССР, 1988.
- Зайцев В. М. Анализ пространственной организации пригородного отдыха посредством параметризации рекреационной деятельности // Вестник БГУ им. В. И. Ленина. Сер. 2. — 1988. — № 1.
- Зайцев В. М. География и структура рекреационной деятельности на оз. Нарочь // Проблемы рационального использования и охраны природной среды. — Минск: БГУ, 1990.
- Пирожник И. И., Зайцев В. М., Федорцова Т. А. Структура свободного времени и тенденции загородного отдыха населения Белоруссии // Вестник БГУ. Сер.2. — 1992. — № 2.
- Пирожник И. И., Зайцев В. М. Рекреационные ресурсы Белорусского Поозерья и проблемы их использования // Водные ресурсы Белорусского Поозерья: их использование и охрана. — Минск: БГУ, 1996.
- Зайцев В. М. Типология пригородной рекреационной деятельности // Развитие туризма в условиях современных интеграционных процессов: Тез. Междунар. науч.-практ. конф. — Минск, 1997.
- Зайцев В. М., Кудрявцев А. С. «Социальный климат» как фактор развития туризма и отдыха в национальном парке «Браславские озера» // Тез. докл. Республиканской студенческой науч. конф. — Минск: БГУ, 1999.
- Шевцова Н. С., Власов Б. П., Зайцев В. М. Рекреационная оценка акватории озер Республики Беларусь на основе целевых показателей // Природные ресурсы. — 2001. — № 3.
- Зайцев В. М., Быстримович А. С. Караванинг как потенциальный фактор повышения конкурентоспособности туристского комплекса Республики Беларусь // Беларусь в современном мире: Тез. IX Междунар. науч. конф. — Минск: БГУ, 2010.
- Зайцев В. М., Петрусевич О. Н. Горнолыжный туризм как фактор повышения конкурентоспособности туристского комплекса Республики Беларусь // Беларусь в современном мире: Матер. X Междунар. науч. конф., посвящ. 90-летию образ. Белорусского гос. ун-та, Минск, 28 окт. 2011 г. / редкол.: В. Г. Шадурский [и др.]. — Минск: Изд. центр БГУ, 2011. — С. 214—215.
- Бордун О. Ф., Зайцев В. М. Географические особенности развития и размещения садово-огородных товариществ Минской области // Сб. тез. докл. Респ. науч. конф. студентов и аспирантов Республики Беларусь. НИРС — 2011. — Минск: Изд. центр БГУ, 2011. — С. 124—125.
- Зайцев В. М., Бордун О. Ф. Территориальная организация садово-огородных товариществ Минской области // Географические науки в обеспечении стратегии устойчивого развития в условиях глобализации (к 100-летию со дня рождения профессора Н. Т. Романовского): матер. Междунар. науч.-практ. конф. 25-28 окт. 2012 г., Минск, Беларусь / редкол.: И. И. Пирожник (гл. ред.) [и др.]. — Минск: Изд. центр БГУ, 2012. — С. 229—232.
- Решетникова А. Н., Зайцев В. М. Развитие системы здравоохранения в странах Центральной и Восточной Европы // Вестн. БГУ. — Сер.2. — 2012. — № 2. — С.89-94.
- Зайцев В. М., Решетникова А. Н., Трифонова И. К. Территориальная организация туризма и рекреации в столичном регионе Республики Беларусь // Журнал Белорусского государственного университета. География. Геология. — 2017. — № 1. — С. 109—120.

- Пирожник И. И., Зайцев В. М. Программа производственной практики для студентов специальности 2030 «География» специализации «Краеведение, методика и организация туристско-экскурсионного дела». — Минск: БГУ, 1986.
- Зайцев В. М. Методические указания и тематика контрольных работ по географии для слушателей подготовительных курсов. — Минск: БГУ, 1987.
- Зайцев В. М. Тематический план по географии. — Минск: БГУ, 1988.
- Зайцев В. М. Объединение «Азот» // Хрестоматия по экономической географии БССР: Книга для учащихся / под ред. О. Ф. Якушко. — Минск: Народная асвета, 1991.
- Зайцев В. М. Контрольные работы по географии для учащихся заочных подготовительных курсов. — Минск: БГУ, 1993.
- Брилевский М. Н., Витченко А. Н., Зайцев В. М. Программа по географии // Справочник для поступающих в высшие учебные заведения Республики Беларусь в 1996 году. — Минск: НМЦентр, 1996.
- Зайцев В. М., Федорцова Т. А. Подготовка кадров для туристско-экскурсионной отрасли: проблемы и перспективы // Матер. VI съезда Белорусского географ. о-ва. — Минск: БГУ, 1999.
- Зайцев В. М. Проблемы и перспективы подготовки кадров для туристско-экскурсионной отрасли Республики Беларусь // Проблемы и перспективы развития туризма в странах с переходной экономикой: Матер. междунар. науч.-практ. конф. — Смоленск, СГУ, 2000.
- Зайцев В. М. Методические указания и тематика контрольных работ по географии для слушателей заочных подготовительных курсов. — Минск: БГУ, 2002.
- Зайцев В. М. Введение в социально-экономическую географию // Программы дисциплин по учебному плану специальностей G 31-02 01 «География», Н 33-01 03 «Геоэкология» для студентов I курса / Сост. В. С. Аношко, Р. А. Жмойдяк, В. М. Зайцев и др. — Минск: БГУ, 2002.
- География международного туризма: Страны СНГ и Балтии: учебное пособие / Авт-сост. Л. М. Гайдукевич, С. А. Хомич, Я. И. Аношко, В. М. Зайцев и др. — Минск: БГУ, 2003.
- Гайдукевич Л. М., Зайцев В. М. Развитие туристско-экскурсионного образования в Республике Беларусь // Международный форум «Молодежь», «Спорт», «Туризм». Квартальновские научные чтения. — М.: Советский спорт, 2004.
- География международного туризма: страны СНГ и Балтии: учебное пособие / Авт-сост. Л. М. Гайдукевич, С. А. Хомич, Я. И. Аношко, В. М. Зайцев и др. — Минск: Аверсэв, 2004.

- Брилевский М. Н., Зайцев В. М., Яротова Ж. М., Яротов А. Е. Учебная карта «Зерновые культуры мира»: учебное наглядное пособие для общеобразовательных учреждений. — Минск: Белкартография, 2002.
- Зайцев В. М., Решетникова А. Н. Учебная карта «Сельское хозяйство мира»: учебное наглядное пособие для общеобразовательных учреждений. — Минск: Белкартография, 2004.
- Зайцаў У. М., Рашэтнікава А. М. Вучэбная карта «Сельская гаспадарка свету»: вучэбны наглядны дапаможнік для агульнаадукаційных устаноў. — Минск: Белкартаграфія, 2004.
- Зайцев В. М., Решетникова А. Н. Учебная карта «Южная Америка. Экономическая карта»: учебное наглядное пособие для общеобразовательных учреждений. — Минск: Белкартография, 2006.
- Зайцаў У. М., Рашэтнікава А. М. Вучэбная карта «Паўдневая Амэріка. Эканамічная карта»: вучэбны наглядны дапаможнік для агульнаадукаційных устаноў. — Мн.: РУП Белкартаграфія, 2006.
- Зайцев В. М., Брилевский М. Н. Учебная карта «Зерновые культуры мира»: учебное наглядное пособие для общеобразовательных учреждений. — Минск: Белкартография, 2010.
- Зайцев В. М., Решетникова А. Н. Учебная карта «Сельское хозяйство мира»: учебное пособие для общеобразовательных учреждений. — Минск: Белкартография, 2010.
- Зайцаў У. М., Рашэтнікава А. М. Вучэбная карта «Сельская гаспадарка свету»: вучэбны наглядны дапаможнік для агульнаадукаційных устаноў. — Мн.: РУП Белкартаграфія, 2010.
- Зайцев В. М., Брилевский М. Н. Учебная карта «Зерновые культуры мира»: учебное наглядное пособие для общеобразовательных учреждений. — Минск: Белкартография, 2011.
- Зайцаў У. М., Брылеўскiй М. М. Вучэбная карта «Збожжавые культуры свету»: вучэбны наглядны дапаможнік для агульнаадукаційных устаноў. — Мн.: РУП Белкартаграфія, 2011.
- Зайцев В. М., Решетникова А. Н. Учебная карта «Сельское хозяйство мира»: учебное пособие для общеобразовательных учреждений. — Минск: Белкартография, 2011.
- Зайцаў У. М., Рашэтнікава А. М. Вучэбная карта «Сельская гаспадарка свету»: вучэбны наглядны дапаможнік для агульнаадукаційных устаноў. — Мн.: РУП Белкартаграфія, 2011.

- Зайцаў У. М. Бахрэйн // Беларус. Энцыкл.: у 18 т. — Мн.: БелЭН, 1996.
- Зайцаў У. М. Габон // Беларус. Энцыкл.: у 18 т. — Мн.: БелЭН, 1997. — Т. 4.
- Зайцаў У. М. Гамбiя // Беларус. Энцыкл.: у 18 т. — Мн.: БелЭН, 1997. — Т. 5.
- Зайцаў У. М. Зiмбабве // Беларус. Энцыкл.: у 18 т. — Мн.: БелЭН, 1998.- Т. 7.
- Зайцаў У. М. Iндонезiя // Беларус. Энцыкл.: у 18 т. — Мн.: БелЭН, 1998.- Т. 7.
- Брылеўскi М. М., Вiтчанка А. М., Зайцаў У. М. Геаграфiя // Даведнiк для паступаючых у вышейшыя навучальныя установы Рэспублікі Беларусь. — Мн.: НМЦентр, 1998.
- Зайцаў У. М. Конга // Беларус. Энцыкл.: у 18 т. — Мн.: БелЭН, 1999. — Т. 8.
- Зайцаў У. М. Бахрэйн, Люксембург // Беларус. Энцыкл.: у 18 т. — Мн.: БелЭН, 1999. — Т. 9.
- Зайцаў У. М. Непал // Беларус. Энцыкл.: у 18 т. — Мн.: БелЭН, 2000. — Т. 11.
- Брылеўскi М. М., Вiтчанка А. М., Зайцаў У. М., Пiрожнiк I. I. Геаграфiя // Даведнiк для паступаючых у вышейшыя навучальныя установы Рэспублікі Беларусь. — Мн.: НМЦентр, 2002.
- Зайцаў У. М. Шры Ланка // Беларус. Энцыкл.: у 18 т. — Мн.: БелЭН, 2003. — Т. 17.
- Зайцев В. М. Газовая промышленность // Республика Беларусь. Энциклопедия: в 7 т. — Мн.: БелЭН, 2006. — Т. 2.
- Туристская энциклопедия Беларуси / З. Я. Андриевская [ и др. ]; под общ. ред. И. И. Пирожника. — Минск: БелЭН, 2007.
- Туристские регионы Беларуси / З. Я. Андриевская [ и др. ]; под общ. ред. И. И. Пирожника. — Минск: БелЭН, 2008.